# Clastoptera biguttata
Clastoptera biguttata är en insektsart som beskrevs av Melichar 1915. Clastoptera biguttata ingår i släktet Clastoptera och familjen Clastopteridae. Inga underarter finns listade i Catalogue of Life.